# I. Umbertó olasz király
Savoyai Umbertó (olaszul: Umberto Ranieri Carlo Emanuele Giovanni Maria Ferdinando Eugenio di Savoia); (Torinó, 1844. március 14. – Monza, 1900. július 29.) a Savoyai-házból származó szárd–piemonti, majd olasz királyi herceg, 1849-től a Szárd–Piemonti Királyság, majd 1861-től az egységes Olasz Királyság trónörököse, 1878. január 9-től haláláig I. Umbertó néven az Olasz Királyság második királya.

## Származása
Umbertó szárd–piemonti királyi hercegként látta meg a napvilágot 1844. március 14-én, Torinóban, a Szárd-Piemonti Királyság fővárosában. Édesapja a Savoyai-ház carignanói ágából származó Viktor Emánuel trónörökös volt, aki 1861-től II. Viktor Emánuel néven az egységes Olaszország első királya lett. Édesanyja Habsburg–Lotaringiai Adelheid Franciska Mária főhercegnő volt. Umbertó herceg volt szüleinek legidősebb fiúgyermeke. Családja a Savoyai-ház Carignanói (Carignani) ágából származott. Umberto herceg születésekor apai nagyapja, Károly Albert uralkodott a Szárd-Piemonti Királyságban.
Umberto hercegnek hat testvére volt, közülük négyen érték meg a felnőttkort. Öccse, Amedeo Ferdinando herceg később I. Amadé néven Spanyolország királya lett.

## Fiatalkora
Umbertó herceg a korban szokásos katonai kiképzést kapta meg fiatalkorában. Tisztként mind az 1859-es szárd–francia–osztrák háborúban, mind az 1866-os porosz–osztrák–olasz háborúban részt vett. Közben, 1861-ben apja II. Viktor Emánuel néven az egységes Olaszország trónjára lépett.

## Házassága, gyermeke
Umberto herceg 1868. április 22-én lépett frigyre unokanővérével, Savoyai Margit olasz királyi hercegnővel, Genova hercegnőjével. Házasságukból egyetlen gyermek született, a későbbi III. Viktor Emánuel király (1900–1946).

## Trónra lépése
Umberto herceg apja halála után, 1878. január 9-én I. Umbertó néven lépett trónra. Uralkodása alatt apja szellemiségét vitte tovább. A Risorgimento lezárultával természetesen sokkal inkább törekedhetett a békés építőmunkára és a külső terjeszkedésre is. Uralma alatt vált olasz gyarmattá Eritrea (1890), és Szomália déli része, Olasz-Szomália néven. Etiópia esetében azonban az olasz gyarmatosítási törekvések kudarcot vallottak, az 1896-os aduai csatavesztés következtében.
- 1891-es 100 lírás aranyérme I. Umbertó király portréjával.
- I. Umbertó király meggyilkolása
- Sírja a római Pantheonban

## Halála
I. Umbertó király ellen már trónra lépése évében is követtek el merényletet az anarchisták. 1898-ban a magas élelmiszerárak miatt tüntetések voltak országszerte, Milánóban Fiorenzo Bava-Beccaris tábornok a tömeg közé lövetett, ami legalább 80 halálos áldozattal járt. I. Umbertó fogadta a tábornokot, és köszönetét fejezte ki. A hírre Gaetano Bresci, akkor az Egyesült Államokban élő anarchista elhatározta, hogy hazatér, és végez az uralkodóval. Tervét 1900. július 29-én Monzában hajtotta végre. Három lövést adott le Umbertó királyra, aki még aznap belehalt sebesüléseibe.
A meggyilkolt királyt a római Pantheonban temették el, apja mellé. Szobra Rómában, a Villa Borghese parkjában áll. A trónon fia követte, III. Viktor Emánuel néven.
Gyilkosát, Gaetano Brescit életfogytig tartó kényszermunkára ítélték. A Tirrén-tengeren fekvő Santo Stefano-börtönszigetre szállították. Rövidesen, 1901. május 22-én cellájában holtan találták, máig tisztázatlan körülmények között. Halálát hivatalosan öngyilkosságként könyvelték el, de az őrök által elkövetett gyilkosság sem kizárható.